# Glaucosomatidae
Glaucosomatidae é uma família de peixes da subordem Percoidei, superfamília Percoidea. Contém apenas o género Glaucosoma.

## Espécies
Estão descritas as seguintes espécies:
- Glaucosoma buergeri  	Richardson, 1845
- Glaucosoma hebraicum 	Richardson, 1845
- Glaucosoma magnificum  (Ogilby, 1915)
- Glaucosoma scapulare 	Ramsay, 1881